# 室女座21
室女座21，又名BD-08 3372，HD 109309、SAO 138845、HR 4781，是室女座的一颗恒星，视星等为5.48，位于銀經295.66，銀緯53.17，其B1900.0坐标为赤經12h 28m 37s，赤緯-8° 53.17′ 1″。